# ابن عقده
ابوالعباس احمد بن محمد بن سعید همدانی (۲۴۹ – ۳۳۲ هجری) از محدثان شیعه بود. مذهب او زیدی جارودی بوده‌است. برخی از آثار او عبارتند از: ذکر النبی، تفسیر القرآن، الرجال،‌ الولایة.